# Bryne
Bryne is een plaats in de Noorse gemeente Time, provincie Rogaland. Bryne telt bijna 12.000 inwoners (2016). De stad heeft een oppervlakte van 5,1 km².
Bryne ontstond als nederzetting bij het station dat oorspronkelijk Thime  station heette. In 1921 werd de naam, na een referendum, gewijzigd in Bryne. Het dorp ontwikkelde zich tot een centrum voor het landbouwgebied in Jæren. In 2001 kreeg de plaats de status van stad.

## Bryne Mølle

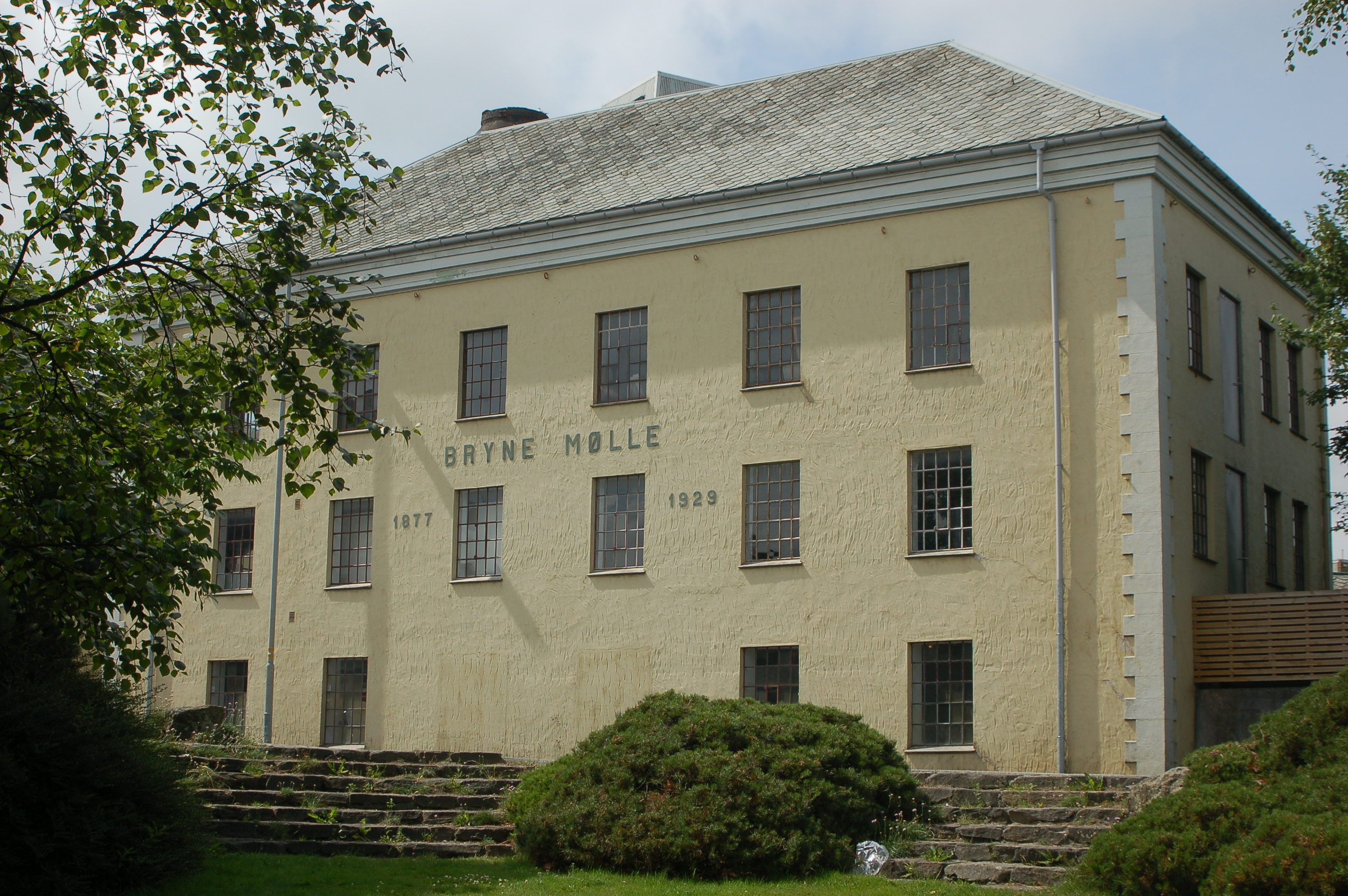
Bryne Mølle

In het dorp staat het cultuurhuis Bryne Mølle. De naam verwijst naar de maalderij die hier in het verleden stond. In de omgeving van het dorp werd traditioneel veel graan verbouwd dat in een van de molens in Bryne werd gemalen. De molens werkten op waterkracht waarvoor dammen waren gebouwd. Het complex waar nu het cultuurhuis staat brandde af in 1928. Het huidige pand, dat als monument wordt beschermd, is gebouwd in 1929.
Naast Bryne Mølle kent de stad ook een dependance van het Jærmuseum dat gewijd is aan de schrijver Arne Garborg.

## Geboren
- Gabriel Høyland (1955), Noors voetballer
- Alf-Inge Håland (1972), Noors voetballer
- Janove Ottesen (1975), Noors muzikant